# Biesal
Biesal (niem. Biessellen) – wieś w Polsce, położona w województwie warmińsko-mazurskim, w powiecie olsztyńskim w gminie Gietrzwałd, przy linii kolejowej Olsztyn – Ostróda. W miejscowości mieszka 640 osób na rok 2022.
Do 1954 roku miejscowość była siedzibą gminy Biesal. W latach 1954–1972 wieś należała i była siedzibą władz gromady Biesal. W latach 1975–1998 miejscowość należała administracyjnie do województwa olsztyńskiego.
W Biesalu znajdują się m.in.: stacja kolejowa, zespół szkolno-przedszkolny, Wiejski Dom Kultury, biblioteka wiejska oraz 2 sklepy spożywcze. W miejscowości ma siedzibę parafia rzymskokatolicka pw. Niepokalanego Poczęcia Najświętszej Maryi Panny; do parafii należy kościół w Mańkach.

## Nazwa
12 listopada 1946 roku nadano miejscowości polską nazwę Biesal.

## Historia
Pierwsza wzmianka pisana w Komturii Ostródzkiej z 1416 roku, mówiąca o złym stanie gospodarczym miejscowości po wojnie w 1410 r. z Polską i Litwą. Nadano 12 włók ziemi rycerzowi Matcze; prawo lokacyjne wsi wydano przez Komtura Ostródzkiego w 1484 roku.
Pod koniec XVIII w. założono w miejscowości królewską szkołę powszechną. Pisane, znane dokumenty od 1808 roku. W latach 1870–1874 wybudowano linię kolejową Królewiec – Berlin; zbudowano stację kolejową, wieżę ciśnień, warsztat kolejowy i budynki mieszkalne.
W 1924 r. zakończono, sumptem ludności ewangelicznej, budowę kaplicy, na ziemi podarowanej przez Hugona Striewskiego, właściciela ziemskiego. Ok. 20 stycznia 1945 roku wkroczyły do Biesala wojska Armii Czerwonej. W latach 1945–1973 Biesal był miejscowością gminną w powiecie ostródzkim. W 1948 r. mieszkało w nim 360 osób. Gmina Biesal obejmowała na północy Łęguty, na wschodzie Tomaryny, na południu Tomaszyn, na zachodzie Stare Jabłonki. Pierwszym po II wojnie światowej kierownikiem szkoły podstawowej w 1945 roku został Aleksy Kraskowski. Pierwszym przewodniczącym Gromadzkiej Rady Narodowej od lipca 1946 roku był Wacław Dąbrowski.

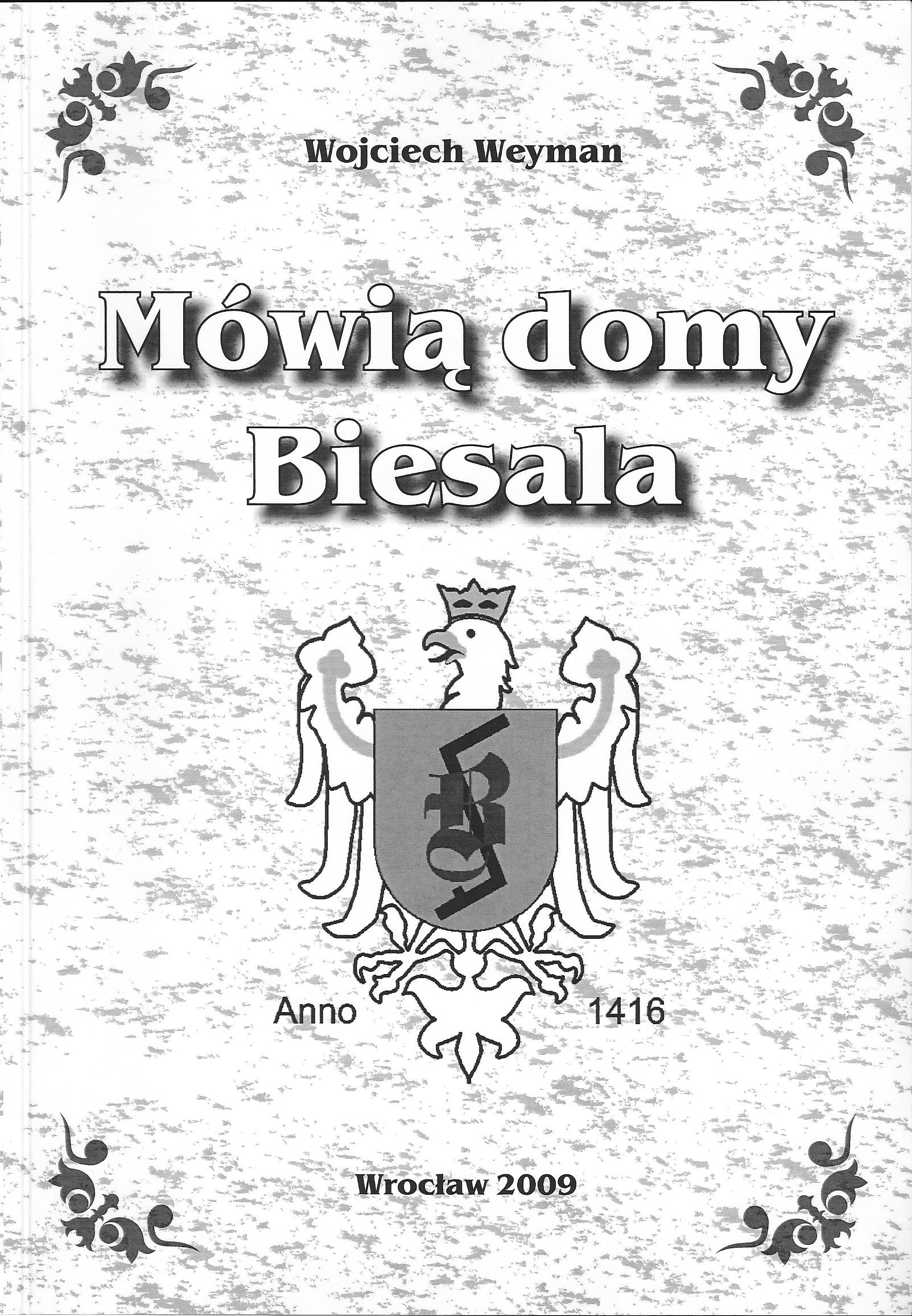
Mówią domy Biesala